# Freed from Desire
Singles de Gala
Everyone Has Inside
(1996) Let a Boy Cry
(1997)
Freed from Desire est une chanson de la chanteuse italienne Gala sortie le 23 octobre 1996.
Premier single extrait de son premier album studio Come into My Life, la chanson a été écrite par Filippo Andrea Carmeni, Gala Rizzatto, Maurizio Molella et produite par Phil Jay, Maurizio Molella. La chanson a rencontré un grand succès dans de nombreux pays atteignant la première place en France, Belgique, en Italie, en Espagne, en Israël, au Brésil, en Grèce et au Danemark. Le single sort au Royaume-Uni en juillet 1997 et atteint la 2e place. S'ensuivent huit semaines dans le top 10 et 14 semaines dans le top 75. Grâce à ce tube, la chanteuse italienne acquiert une renommée en Europe bien qu'il s'agisse de son 2e single.

## Genèse
Tout commence lorsqu'en échange d'une photo à un DJ européen, l'Italienne Gala enregistre une première démo. La chanson s'appelle Everyone Has Inside et est envoyée en cassette vers l'Europe depuis New York, où elle a été écrite. Le titre est alors remarqué par le label italien indépendant Do It Yourself Records. Ce dernier fait enregistrer Freed from Desire par Gala à Londres et envoie le titre en France à Henri Belolo, connu dans le milieu de l'eurodance et qui avait déjà géré les compilations La Plus Grande Discothèque du monde.
La chanson serait un appel à se libérer des conventions et des mentalités d'une société dominée par la course à l’argent, au pouvoir, à la célébrité. Le refrain parle en effet d'une société dans laquelle « encore et encore, les gens en veulent toujours plus ».
Interrogée par le magazine Trax, Gala parle ainsi d'une « chanson qui parle d’une vie empreinte de sens, par opposition à une vie matérialiste ». Lorsque la chanteuse écrit ce refrain en 1996, elle indique qu'elle quitte l'Italie, où la société serait, selon elle, « machiste et patriarcale », pour partir à New York.
Lors d'une interview pour l'émission de Canal+ La Nouvelle Édition le 22 juin 2016, Gala précise que les paroles répétitives fonctionnent comme un mantra bouddhiste, ce qui donne un certain éclairage au sens du titre « Freed from Desire » (« Libérée du désir ») et des paroles « Mind and senses purified » (« L'esprit et les sens purifiés »).
À sa sortie, Freed from Desire devient rapidement un tube international mais aussi un hymne repris par les communautés LGBT, que la chanteuse soutient.

## Appropriation dans le sport
La chanson connaît un regain d'intérêt à partir de 2016 à l'occasion de la sortie du film Un homme à la hauteur. Les supporters de l'équipe d'Irlande de football se réapproprient alors le morceau durant l'Euro 2016 avant que le XV de France et l'équipe de France de foot ne fassent de même les années suivantes. Elle devient alors très populaire dans le monde sportif en Europe, alors même que sa signification prône l'inverse des objectifs poursuivis dans le sport de compétition.

## Reprises de la chanson
Freed from Desire a été remixé en 2003 (crédité sous Happymen vs Gala) et en 2008.
En 2008, la chanteuse française Lorie reprend cette chanson durant sa tournée Le Tour 2Lor. En 2010, Emma Daumas sort une reprise du titre dans son EP Acoustic. Sa reprise a été notamment diffusée dans une campagne publicitaire de l'opérateur de télécommunication espagnol Movistar. En 2011, le DJ allemand Klaas remixe la chanson.
En 2016, à l'occasion de la sortie du film Un homme à la hauteur, Gala reprend son titre en version acoustique. La même année, lors du championnat d'Europe de football disputé en France, les supporters nord-irlandais marquent le début de la compétition avec leur reprise Will Grigg's on fire, your defense is terrified en l'honneur de Will Grigg, qui ne jouera cependant aucune minute de la compétition.
La chanson est utilisée comme hymne par l'équipe de Belgique de football lors du Mondial de football 2018.
Les paroles ont été modifiée par le collectif des Rosies cofondé par Youlie Yamamoto pendant le mouvement social contre les retraites en France. La chorégraphie inventée par le collectif est rapidement devenue virale sur les réseaux sociaux et elle est reprise lors de manifestations.
La chanson est également utilisée comme hymne par le XV de France et l'équipe de France de football lors du Mondial de football 2022, et du Championnat d'Europe de football 2024.
La chanson est régulièrement diffusée sur les lieux des épreuves des Jeux olympiques de Paris 2024 ainsi qu'au cours des cérémonies d'ouverture et de clôture.

## Liste des pistes
| - CD single 1. Freed from Desire (Edit Mix) — 3:21 2. Freed from Desire (Full Vocals Mix) — 4:13 - CD maxi single en Europe 1. Freed from Desire (Radio Mix) — 3:30 2. Freed from Desire (Solid Base Remix) — 5:30 3. Freed from Desire (The Paradise Mix) — 8:35 4. Freed from Desire (Full Vocal Extended Mix) — 4:17 - CD maxi single en Australie 1. Freed from Desire (Radio Mix) — 3:32 2. Freed from Desire (Paradise Mix) — 8:37 3. Freed from Desire (Full Vocal Mix) — 4:17 4. Freed from Desire (Whistle Remix) — 6:06 5. Freed from Desire (The Soundlovers Remix) — 5:57 - 12" maxi single 1. Freed from Desire (Full Vocals Mix) — 4:13 2. Freed from Desire (Edit Mix) — 3:21 3. Freed from Desire (The Paradise Mix) — 8:35 | - CD maxi single - Remixes 1. Freed from Desire (Short Mix) — 3:35 2. Freed from Desire (The Soundlovers Remix) — 6:01 3. Freed from Desire (Whistle Remix) — 6:09 - 12" maxi single - Remixes 1. Freed from Desire (The Soundlovers Remix) — 5:52 2. Freed from Desire (Whistle Remix) — 6:00 3. Freed from Desire (Video Mix) — 3:28 - 12" maxi single - Remixes 1. Freed from Desire (Mr. Jack club mix) — 7:33 2. Freed from Desire (Full Vocal Mix) — 4:13 3. Freed from Desire (Mr. Jack deja vu Dub) — 5:01 - 12" maxi single au Royaume-Uni - Remixes 1. Freed from Desire (Allisters Full Vocal Mix) — 7:05 2. Freed from Desire (Mr Jack Club Mix) — 8:15 3. Freed from Desire (Dillon & Dickins Mix) — 8:41 4. Freed from Desire (Original Mix) — 4:13 |

## Classements, certifications et successions
| Classement (1996–1997)                  | Meilleure position |
| --------------------------------------- | ------------------ |
| Allemagne (Media Control AG)            | 14                 |
| Autriche (Ö3 Austria Top 40)            | 16                 |
| Belgique (Flandre Ultratip 100)         | 15                 |
| Belgique (Flandre Ultratop 50 Singles)  | 1                  |
| Belgique (Flandre VRT Top 30)           | 1                  |
| Belgique (Wallonie Ultratop 50 Singles) | 1                  |
| Danemark (IFPI)                         | 7                  |
| Europe (Eurochart Hot 100)              | 4                  |
| Finlande (Suomen virallinen lista)      | 17                 |
| France (SNEP)                           | 1                  |
| Irlande (IRMA)                          | 2                  |
| Italie (FIMI)                           | 2                  |
| Pays-Bas (Nederlandse Top 40)           | 5                  |
| Pays-Bas (Single Top 100)               | 6                  |
| Royaume-Uni (UK Singles Chart)          | 2                  |
| Suède (Sverigetopplistan)               | 42                 |
| Suisse (Schweizer Hitparade)            | 13                 |

| Classement (1996)               | Position |
| ------------------------------- | -------- |
| Belgique (Flandre Ultratop 50)  | 65       |
| Belgique (Wallonie Ultratop 50) | 3        |
| France (SNEP)                   | 3        |
| Italie (FIMI)                   | 17       |

| Classement (1997)               | Position |
| ------------------------------- | -------- |
| Belgique (Flandre Ultratop 50)  | 19       |
| Belgique (Wallonie Ultratop 50) | 30       |
| France (SNEP)                   | 55       |
| Pays-Bas (Nederlandse Top 40)   | 52       |
| Pays-Bas (Single Top 100)       | 90       |

| Pays              | Certification | Date            | Ventes certifiées | Ventes réelles |
| ----------------- | ------------- | --------------- | ----------------- | -------------- |
| France (SNEP)     | Diamant       | 16 janvier 1997 | 750 000           | 1 013 000      |
| Royaume-Uni (BPI) | Or            | 1er août 1997   | 400 000           |                |